# Armene
Armene es un género de mantis de la familia Mantidae.

## Especies
Las especies de este género son:
- Armene breviptera
- Armene fanica
- Armene griseoalata
- Armene hissarica
- Armene pusilla
- Armene robusta
- Armene silvicola